# Jemnice (zámek)
Zámek Jemnice vznikl přestavbou kamenného zeměpanského hradu typu francouzského kastelu, který byl zapojen do městského opevnění. V 16. století získal za pánů z Lomnice podobu čtyřkřídlého renesančního zámku, za Daunů v polovině 18. století prošel barokní přestavbou a na začátku 19. století nechali Stadionové upravit interiéry v empírovém duchu. Konečné změny provedli poslední majitelé Jemnice Pallaviciniové, kteří nechali zámek přestavět podle plánů vídeňských architektů v rokokovém stylu.
K rozpuštění fideikomisního československého majetku rodu Pallavicini došlo po první světové válce, oproti ostatním státům bývalé monarchie (včetně Rakouska), už v průběhu pozemkové reformy. Úplnou ztrátu pak znamenalo v poválečném Československu odnětí majetku na základě Benešova dekretu 5/1945 Sb. Zámek následně používala Československá lidová armáda. Zdevastovaný a zchátralý zámecký areál převzalo do vlastnictví město Jemnice v roce 1994. Zámecký komplex se nachází téměř v centru města, na okraji Havlíčkova náměstí, nedaleko Náměstí Svobody. Od roku 1968 je chráněn jako kulturní památka.

## Historie

### Nejstarší historie
Podle archeologického průzkumu, který byl prováděn v lokalitě současného zámku v roce 1995, se původní knížecí dvorec nacházel pravděpodobně na pravém břehu řeky Želetavky, v lokalitě u kostela sv. Jakuba Většího. Ve 13. století za vlády Přemysla Otakara II. pak došlo k přeložení osady na výhodnější místo na levém břehu řeky, kde se vypínal strmý ostroh.
„Nicméně s odezníváním jihlavské stříbrné horečky se pozornost znovu obrací ke královské Jemnici, která postupně ve třetí třetině 13. století opět nabývá na významu, což se odráží ve zmínkách o královských purkrabích v Jemnici v letech 1295 a 1298. Především letopočet 1295 můžeme pokládat za terminus ante quem pro stavbu hradu a existenci zeměpanského sídla v „nové“ Jemnici. Dále je pravděpodobné, že stavba královského hradu předstihla výstavbu městského opevnění, jehož vybudování asi nebylo na konci 13. století ještě ukončeno. Jako termín terminus post quem pro stavbu hradu můžeme považovat začátek druhé čtvrtiny 13. století spjatý s počátky budování kamenných hradů na Moravě. V tomto konkrétním případě je vhodné uvažovat spíše o druhé polovině 13. století za vlády Přemysla Otakara II.”
Richard Zatloukal, ÚAPP Brno
Západní trakt s věží a lichoběžníkovým opevněním byl podle uváděné hypotézy dokončen před příchodem prvního purkmistra a přítomnost královského purkmistra pak podnítila další stavební aktivity počátkem 14. století, například dostavbu přinejmenším jedné archeologicky zjištěné věže. Gotická podoba jemnického kamenného hradu s pravidelným lichoběžníkovým půdorysem a třemi zataženými okrouhlými nárožními věžicemi odpovídala typu francouzského kastelu.

### Majitelé zámku od 14. do 19. století
V roce 1331 zastavil Jan Lucemburský město Jemnici bratrům Čeňkovi a Smilovi z Lichtenburka, v roce 1423 Zikmund Lucemburský Albrechtu II. Habsburskému, roku 1433 Janovi Bítovskému z Lichtenburka a v 70. letech 15. století Půtovi z Lichtenburka, jehož dědic Jindřich z Lichtenburka prodal hrad a město Jemnici Václavu z Ludanic a na Veveří, který posléze používal i přídomku z Jemnice. Jemnici zdědili jeho čtyři synové Jan, Zikmund, Hynek a Beneš. Roku 1522 se zámek a město dostaly do držení Arkleba z Boskovic a za krátko roku 1525 Jana z Pernštejna a na Helfštejně. Roku 1530 Jemnice ztratila statut královského horního města a byla Ferdinandem I. postoupena jako svobodné dědictví Jindřichu Meziříčskému z Lomnice, za nějž vypukly spory mezi ním a měšťany. V roce 1556 měšťané dokonce hrad oblehli a ke smíru došlo teprve v roce 1588 po zákroku císaře Rudolfa II.
Jemnici zdědil Jindřichův syn Tas Meziříčský, za kterého proběhla přestavba na renesanční zámek s arkádami kolem vnitřního nádvoří. Některé pilíře arkád se zachovaly ve východním traktu zámku. Na plánu z počátku 18. století jsou zachyceny také v severním křídle. V roce 1609 koupil Jemnici Zikmund z Tiefenbachu, manžel Kateřiny Meziříčské z Lomnice. Panství sestávalo z hradu a města Jemnice s Podolím, obcí Třebelovice, Menhartice, Pálovice, Ostojkovice a Báňovice. Dědicové prodali jemnické panství Jindřichovi Zahrádeckému ze Zahrádek a v roce 1628 panství od poručníků jeho dětí odkoupil Fridrich Jankovský z Vlašimi. Panství pak dědili: Hynek z Vlašimi, Maxmilián Arnošt I. z Vlašimi, Maxmilián Arnošt II. Jankovský z Vlašimi, který provdal svoji dceru Marii Leopoldinu za hraběte Jindřicha Josefa z Daunu.

#### Zámek v majetku rodiny Daunů
Po táhnoucích se sporech o dědictví nakonec panství získal roce 1755 hrabě Maxmilián z Daunu (1755–1790), syn Marie Leopoldiny, provdané z Daunu. Za Daunů obdržel zámek podle projektu dvorního architekta Antona Erharda Martinelliho z roku 1734 barokní podobu. Zámecká budova, obehnaná kamennou zdí, měla klenuté přízemí a střechu pokrývaly pálené tašky. V těsné blízkosti se nacházely byty pro radní města a pro zámecké služebnictvo, vrchnostenský pivovar, stáje pro koně (kryté dřevěným šindelem) a menší stodola pro sklad sena (střecha z vypálených tašek). V roce 1761 nechal Maxmilián zřídit zámeckou zahradu (panský „libosad”, okrasnou, ovocnou a kuchyňskou zahradu, několik skleníků, oranžérii a pařníků). Barokní zahrada byla obehnána na všech stranách kamennou zdí a v roce 1824 byl do zahrady zakomponován zámecký rybník, který přiváděl vodu nejen do panského sídla, ale i do vrchnostenského pivovaru a zámecké kašny. Jemnické panství zdědil roce 1802 mladší syn František de Paula Daun.

#### Zámek v majetku Stadionů
V roce 1815 změnil zámek majitele znovu, když jej odkoupil hrabě Jan Filip Stadion-Warthausen-Thannhausen, za nějž byly zámecké interiéry upraveny v empírovém duchu. Přestavba se týkala hlavně přízemních chodeb a kleneb. Za hraběte Fridricha Stadiona došlo k podstatnému rozšíření velké zahrady:
Kolem zámku ruší poslední zbytky příkopů a valů a rozšiřuje park o jižní stráně mezi zámkem a Vobůrkou. Východním směrem byl park rozšířen o novou "umělou louku", dále byl do parku zapojen "zahradní rybník" a podstatně zvětšen a prohlouben i horní rybník. Na jižní straně horního rybníka od hráze až po studnu byla zřízena jízdní cesta. Ve staré barokní zahradě byly rozšířeny a upraveny barokní skleníky, centrální osa barokní zahrady byla převedena z pískové úpravy na travnatý porost. Pravidelný rastr z 18. století byl změněn na romantickou síť cestiček a rostlinného porostu. Pouze v zadní části zůstala pravidelnost zachována, protože se jednalo zřejmě o štěpnici. Na podzim roku 1817 bylo započato s budováním nové cesty od města k zahradnímu rybníku a tím došlo k oddělení zámeckého areálu od vlastního parku. Budování cesty bylo ukončeno v roce 1818.
Zámecký park Jemnice
Jan Filip Stadion daroval v roce 1818 50 000 zlatých na založení Národního muzea. Za vlastnictví Stadionů pobýval na zámku básník a dramatik Franz Grillparzer. Syn Eduard Stadion-Warthausen-Thannhausen velkostatek Jemnici prodal roku 1826 majitelce sousedního panství Staré Hobzí hraběnce Therese von Trautmannsdorf, rozené von Nadasdy. V roce 1834 mělo panství 2 996 jiter panské půdy, z toho 1 162 jiter lesů ve 3 revírech. Panstvo hospodařilo na 7 dvorech, ke kterým patřilo 7 rybníků a 1 velká vrchnostenská zahrada, dále provozovalo pivovar, mlýn a 2 palírny.

### Zámek v majetku rodiny Pallavicini
Posledními vlastníky spojeného panství Jemnice-Staré Hobzí byla markrabata Pallaviciniové, která velkostatek roku 1841 zakoupila a v roce 1871 začlenila do rodového fideikomisu. Pallaviciniové přestavěli zámek ve stylu druhého rokoka. Zámek zůstal v jejich majetku do roku 1945. Za majitelů rodin Daun, Stadion, Trauttmansdorff a Pallavicini se na zámku pořádaly koncerty a divadelní představení. Hraběnka z Trauttmansdorffu dokonce zavedla u přijímání nových úředníků do služby podmínku, že zájemce musí ovládat hru na hudební nástroj nebo být vyškoleným zpěvákem. Celý zámecký areál prošel velkolepou přestavbou podle plánů vídeňských architektů. Neorokoková přestavba se dotkla nejen zámecké fasády, ale zasáhla také interiéry v jižním, východním a severním křídle: neorokokové štuky v zámeckých místnostech, zámecké kapli, na chodbách a vnitřních schodištích, nová okna, dveře a jejich obložení (lambrie) a tzv. papírmašé.
Přestavba pokračovala po celou druhou polovinu 19. století a během posledních stavebních úprav došlo na přístavbu balkonového portiku. V zámecké zahradě bylo dobudováno u severní zdi nové pařeniště a nový skleník s fíkovnou, opravena hráz rybníka. V roce 1869 přibylo u dolního rybníka alpinum se zaklenutou kamennou bránou a sochou panny Marie v životní velikosti. V tzv. „Ruské zahradě” spojoval ostrůvek uprostřed rybníka můstek, na ostrůvku stál piknikový altán. Konec první světové války, porážka Rakouska-Uherska a vznik národních států na území bývalé monarchie představoval pro rodinu Pallavicini závažný zlom v jejich majetkové situaci. K rozpuštění fideikomisního majetku došlo v Československu, oproti ostatním státům bývalé monarchie (včetně Rakouska), už v průběhu pozemkové reformy. Úplnou ztrátu pak znamenalo v poválečném Československu odnětí majetku na základě Benešových dekretů.

### Zámek v majetku města a státu

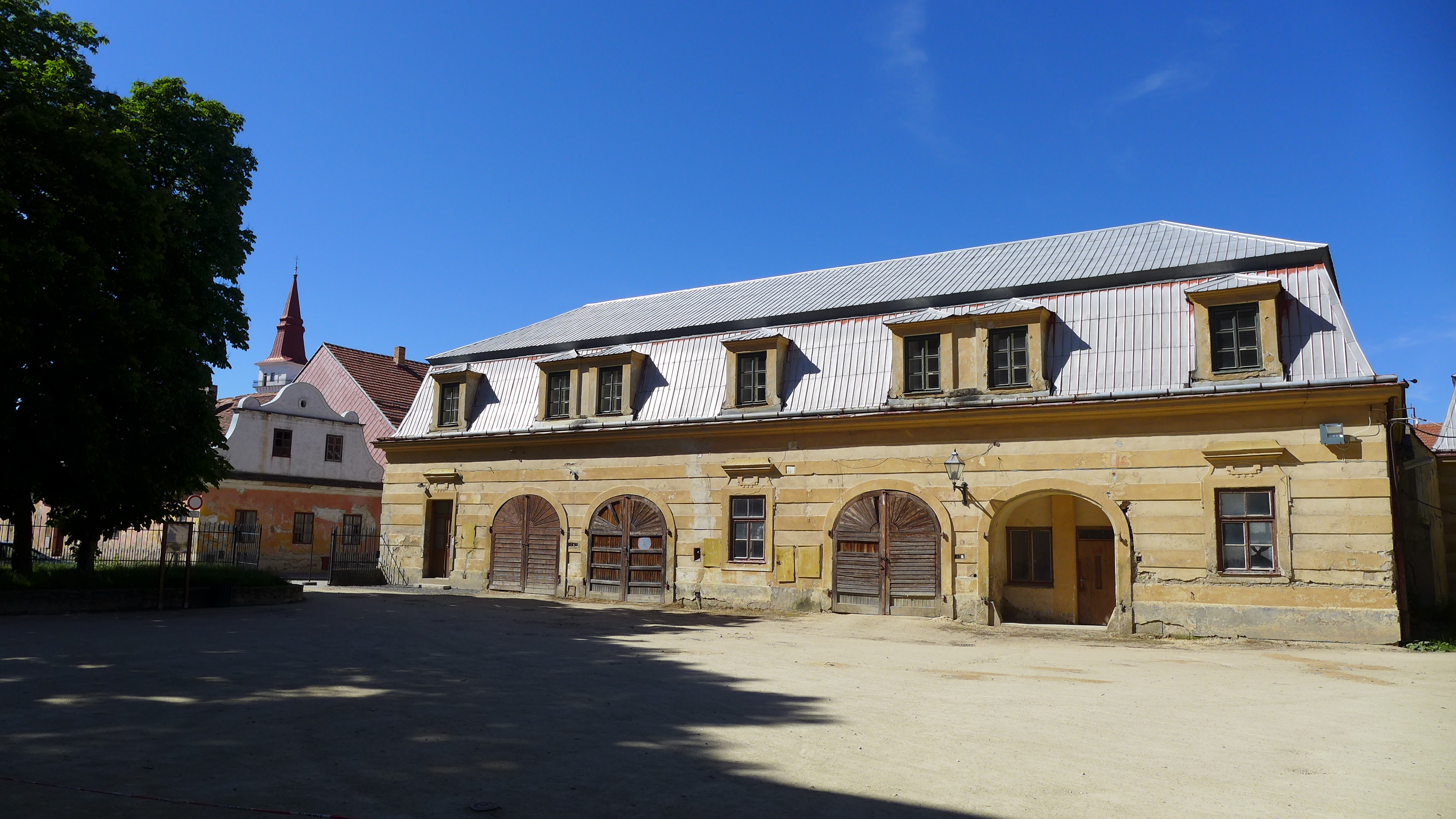
Bývalá zámecká kočárovna

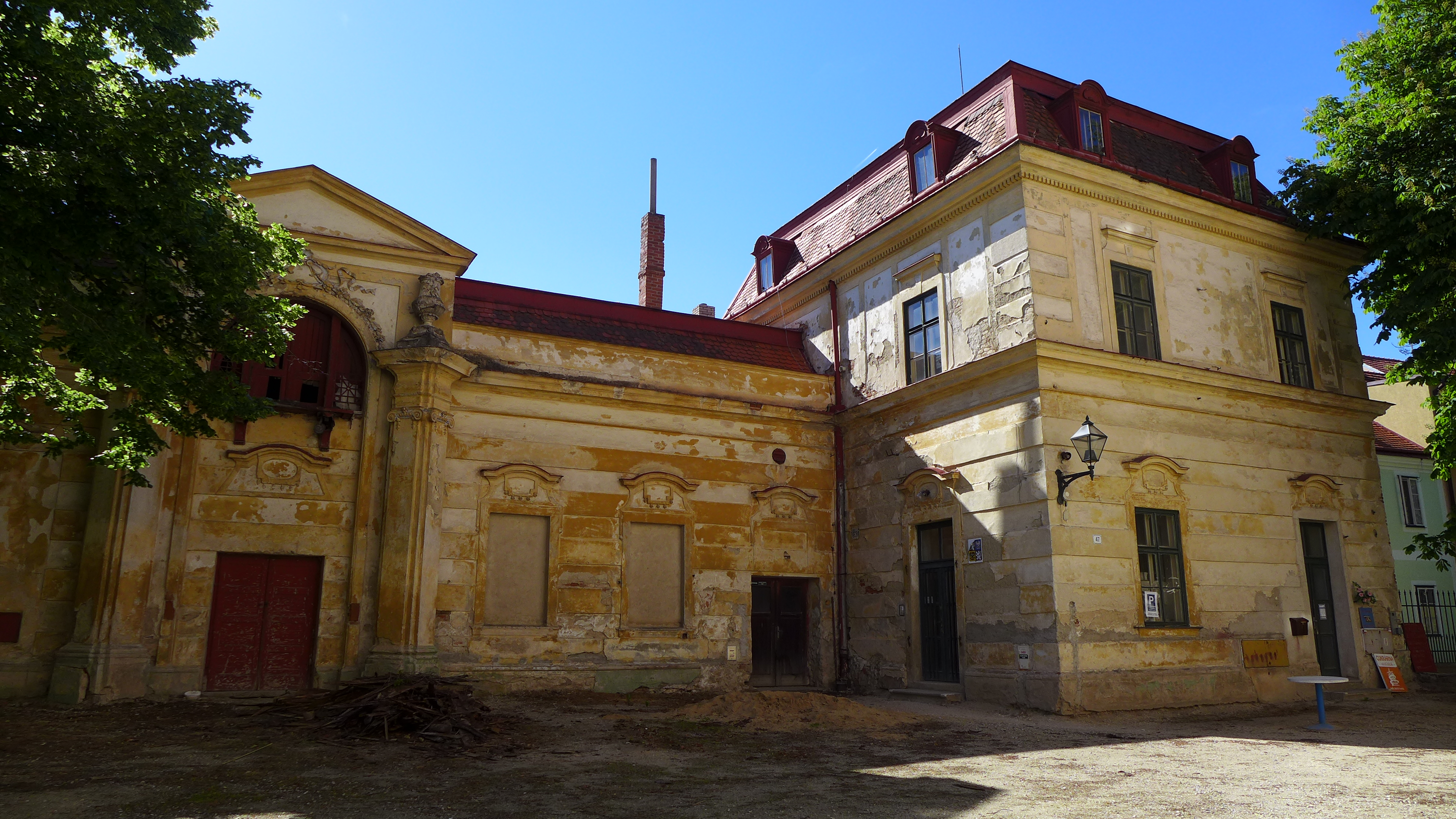
Zámek Jemnice, správní budovy, stav 2014

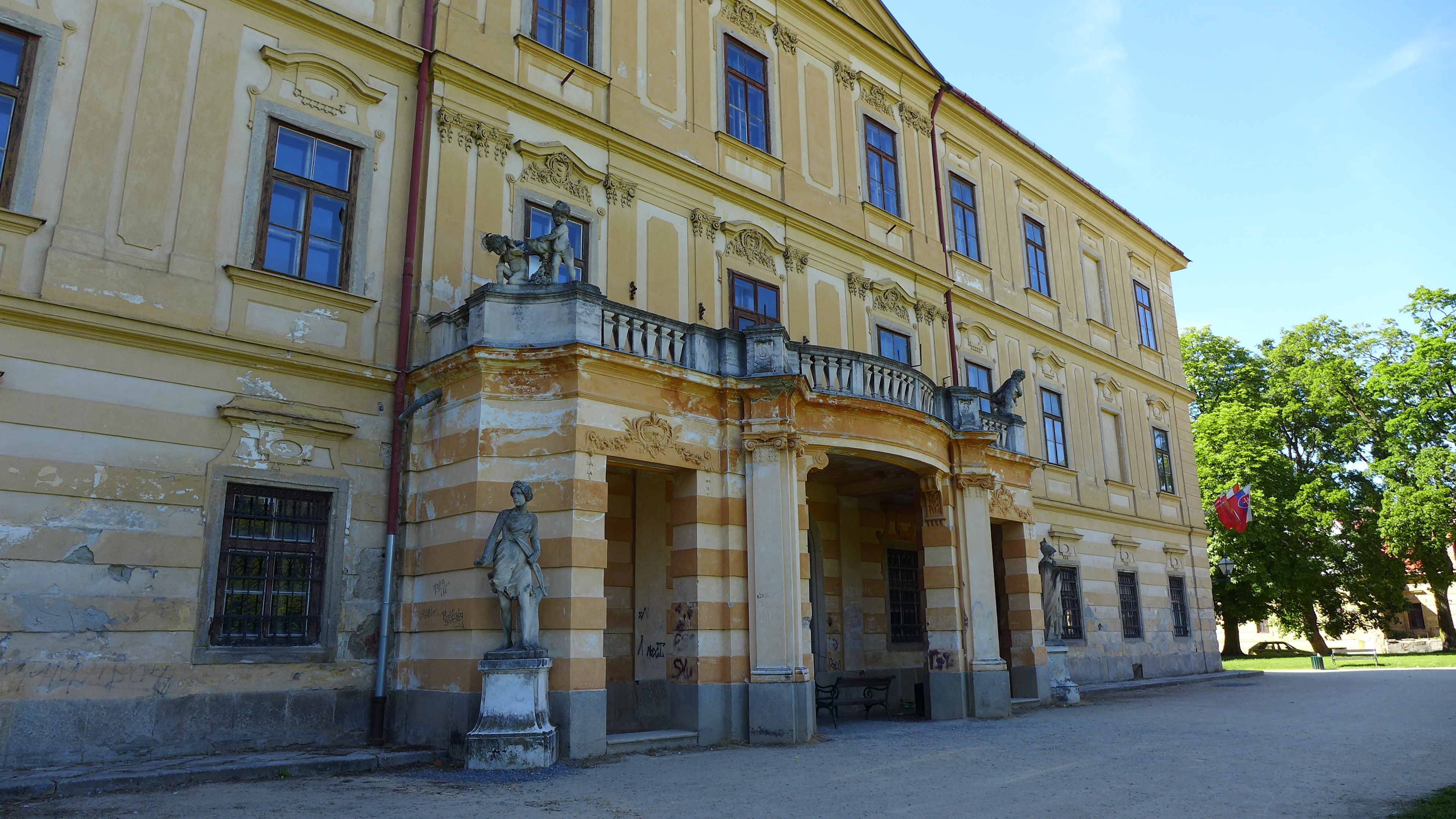
Zámek Jemnice, vchod s pozdně rokokovým portikem, stav 2014

Na základě Benešových dekretů stát zámecký areál rodině Pallavicini v roce 1945 zkonfiskoval a ten ho předal do užívání Československé lidové armádě. Od srpna 1945 zámek obýval prapor „31. pěšího pluku” z Jihlavy, kterému velel major I. Špičák. V létě 1947 byla rozhodnutím ministerstva zemědělství městu Jemnici přidělena do vlastnictví zámecká budova spolu s nemovitostmi v katastrálním území Jemnice a rozsáhlý anglický park. Přidělení zámku vázalo ministerstvo zemědělství na následující podmínky:
„Budovu i park bude město udržovati v dobrém stavu pod dohledem státního památkového úřadu v Brně. Veškeré vnější i vnitřní adaptace bude město prováděti po předchozím schválení tímto úřadem. Vnitřní zařízení budovy (nábytek, lustry, knihy, obrazy, sochy, sklo a porcelán atd.) bude nejprve prohlédnuto zástupci Národní kulturní komise a Národního pozemkového fondu v Praze, kteří vytřídí předměty pro Národní kulturní komisi (část zařízení bude převezena na letní sídlo presidenta republiky do Náměště n. Oslavou). Likvidační komise Národního pozemkového fondu vytřídí potom další materiál pro svoje účely. Užitkový inventář, který zůstane v budově, bude oceněn podle platných směrnic a odevzdán městu do užívání po zaplacení předepsané úhrady. Archiv a registratura se všemi písemnostmi bez rozdílu stáří a druhu, přechází do správy Státního zemědělského archivu v Praze, který rozhodne o bezpečném uložení, případně převzetí tohoto materiálu. Ze všech přilehlých hospodářských budov byla po vzájemné dohodě MNV a Správy státních lesů v Jemnici ponechána pouze jediná této správě. Budova a přidělené nemovitosti budou městu odevzdány zástupci pobočky Národního pozemkového fondu ve Znojmě a Státní obvodové úřadovny pro pozemkovou reformu v Brně do užívání po vyřešení otázek, spojených s vnitřním zařízením zámku. Se zaměstnanci zámku bude při odevzdávání jednáno o jejich převzetí. Orgány ministerstva zemědělství provedou občasnou revisi, zda podmínky městu uložené jsou řádně plněny.”
Stráž na Dyji, 18.07.1947
Ještě na konci ledna 1948 nemohlo město většinu zámeckých místností využívat, jelikož byly přeplněné takovým nábytkem a uměleckými předměty, o jejichž konečném umístění nebylo dosud rozhodnuto. Na začátku února 1948 prováděli zástupci Národní kulturní komise (mezi nimi sekční šéf Dr. Zdeněk Wirth) třídění nábytku. Vybraný nábytek byl ihned odvezen zvláštním vozem do Prahy. Zbylý nábytek byl roztříděn a oceněn na konci února 1948 zástupci Národního pozemkového fondu a Fondu národní obnovy.
Část nábytku získalo ministerstvo zahraničí, část nábytku připadla aukčnímu trhu v Brně. Všechno ostatní zařízení a nábytek (kromě knih) obdržel MNV v Jemnici, který si z něho ponechal potřebné a zbytek měl rozprodat. Část zámeckého inventáře se pak dostala na zámky: Jaroměřice nad Rokytnou, Náměšť nad Oslavou, Dačice a Boskovice. Rozsáhlou zámeckou knihovnu Pallavicinů převzala Studijní knihovna v Olomouci.
Národní kulturní komise připravuje odvoz 10.000 svazků zámecké knihovny v Jemnici. Knihovna obsahuje cenná díla z XIX. století z oboru práva, historie, politiky a náboženství. O tom, kam bude knihovna převezena, bude rozhodnuto po úřadě s knihovníky z Čech a země Moravskoslezské.
Stráž na Dyji, 05.03.1948, s. 5

Po reorganizaci „6. dělostřeleckého pluku” dislokovaného ve Znojmě v létě 1960, kdy došlo k transformaci svazku na „4. tankovou divizi”, se od 1. září 1961 útvar zmenšil na 6. dělostřelecký oddíl a jeho posádkou se stala Jemnice. K 1. září 1967 byl oddíl opět rozšířen na pluk. V jeho držení zůstal zámek až do konce 80. let. Ve velení pluku se vystřídali mjr./pplk. Miroslav Čech (1958 až 1961), mjr./pplk. Vladimír Dokoupil (1961 až 1970), pplk./plk. Jan Dlugoš (1971 až 1982), kpt. Viliam Bazsó (1982 až 1987) a pplk. Miroslav Kružica (1987 až 1992). Rozkazem prezidenta republiky z 8. května 1990 byl 6. dělostřeleckému pluku nejprve odejmut název „Klementa Gottwalda“. Během reorganizace ČSLA na Československou armádu se z 4. tankové divize k 31. říjnu 1990 stala 4. skladová základna a z 6. dělostřeleckého pluku „6. sklad dělostřeleckého materiálu”. Útvar ukončil svoji činnost k 31. říjnu 1992.

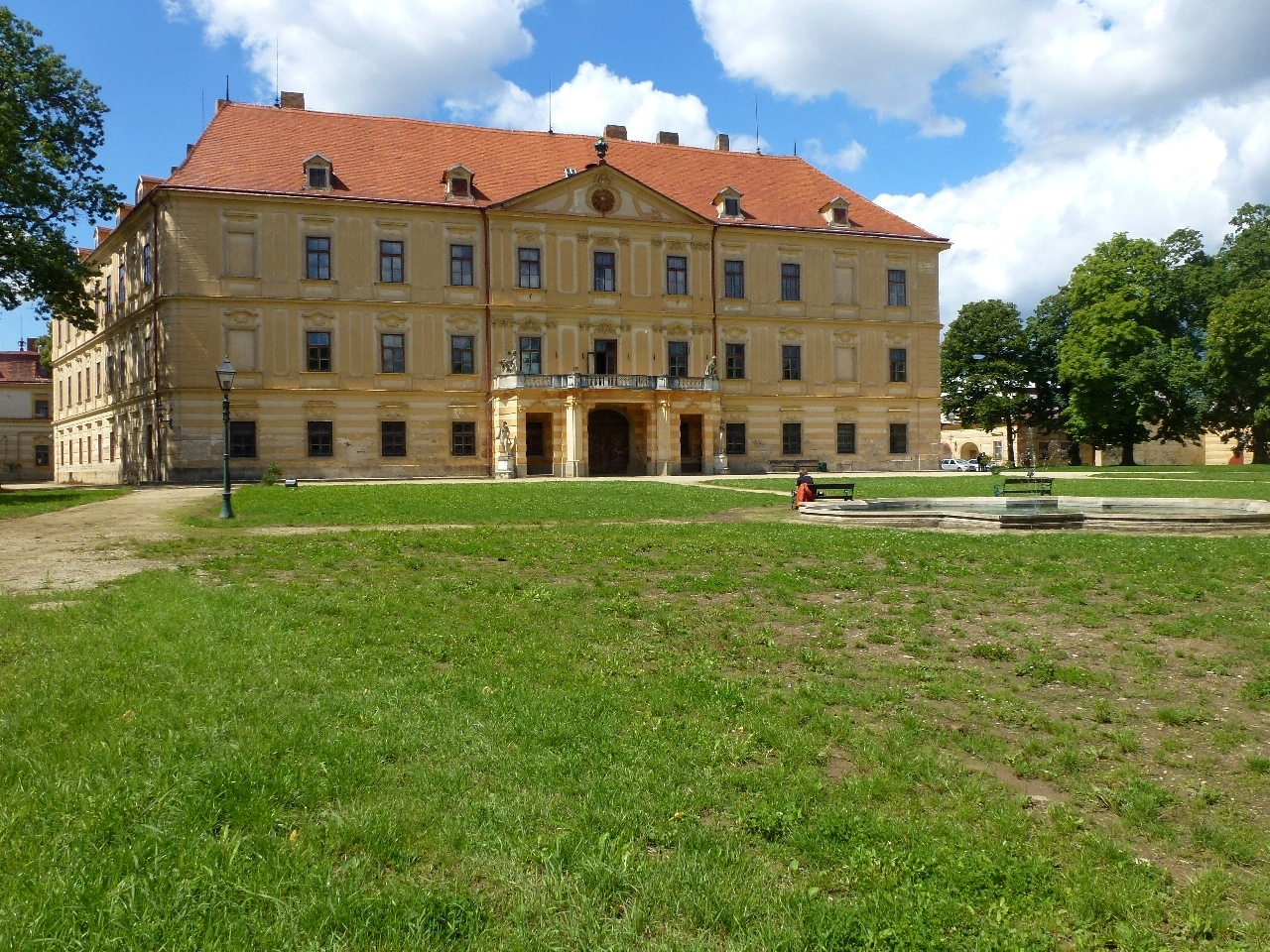
Barokní zámek Jemnice

Od roku 1994 je celý zámecký areál v majetku města Jemnice. Původní rozhodnutí zastupitelstva města, kdy zamýšlelo celý zámecký areál rehabilitovat a následně ho využívat pro potřeby města, bylo po roce 1998 pozměněno. Zastupitelstvo se rozhodlo sice zámek odprodat, ale vhodného zájemce ještě ani v roce 2009 nenašlo, a to ani přes několikeré snížení ceny na 7,35 milionu Kč. Jediným kladem celého zdevastovaného zámku byla nová střecha.

### Pronájem a rekonstrukce zámku
V březnu 2012 zastupitelé města Jemnice schválili mezinárodnímu řádu Křižovníků s červeným srdcem pronájem zámku a v říjnu 2012 mohl být na zámku slavnostně zahájen projekt „Mezinárodního vojenského a rehabilitačního centra a muzea leteckého maršála RAF a armádního generála RNDr Karla Janouška”. V roce 2013 Cyriaci muzeum zpřístupnili veřejnosti a na rekonstrukci zámku pokračovali za finanční podpory Ministerstva kultury ČR a dalších sponzorů. Areál zámku Jemnice tvoří rozsáhlý komplex se zahradou, parkem, rybníky i několika hospodářskými budovami a čtyřkřídlou dvoupatrovou budovou zámku. I přes probíhající rekonstrukci je částečně zpřístupňován široké veřejnosti.
V lednu 2017 byla mezi Cyriaky a městem Jemnice podepsána nová smlouva o pronájmu a Řád Cyriaků následně v červnu 2017 otevřel novou expozici v zámku v Polici, která byla oficiálně zahájena 23. června 2018. Tímto byly plány rekonstrukce zámku v rámci evropského vojenského centra ukončeny, dalším majitelem se měla stát společnost Rhea Holding, ale ani ta zámek nakonec nezakoupila. Po neúspěšných pokusech zámek prodat město od tohoto záměru upustilo a ve spolupráci s Národním památkovým ústavem v Telči hledá možnosti k pokračování procesu celkové obnovy a zpřístupnění objektu veřejnosti.
Město v roce 2021 oznámilo, že by chtělo obnovit původní parostrojný pivovar v přízemí zámku, následně pak otevřít restauraci. V témže roce město oznámilo, že roku 2022 zrekonstruuje lovecký salonek v prostorách zámku, následně bude sloužit jako obřadní síň. Tato začala na podzim 2024. Město mělo původně v plánu rekonstrukci zámku do roku 2024, celková cena opravy, která byla naceněna v roce 2020 měla dosáhnout 620 milionů Kč, v cenách z roku 2022 cena dosahuje 800–900 milionů Kč. Město se tak rozhodlo urychlit rekonstrukci střechy zámku a přesunout tuto investici na rok 2023. První část rekonstrukce střechy zámku a místností v přízemi, kde vznikla nová expozice proběhla v dubnu roku 2023.
V roce 2025 byl obnoven lovecký salonek v přízemí východního křídla zámku. Sál má zdobenou štukovou výzdobu stropu a rozměr cca 100 m2. Součástí rekonstrukce bylo i odstranění vojenských maleb, které v zámku zůstaly po cca 50 letech používání zámku armádou. Povedlo se také identifikovat a roztřídit je, byly opakovaně shazovány z balustrády a nakonec skončily na jedné hromadě ve skladu zámku. Celkem bylo identifikováno 11 soch, které by mohly být rekonstruovány. Sochy zakoupil Alexander Pallavici, některé sochy zakoupil od Ignáce Weiricha a některé pochází od slovinského sochaře France Bernekera.
V roce 2024 bylo oznámeno, že přes Horní rybník v zámeckém parku by měla být obnovena lávka.

## Archeologický výzkum
V souvislosti s předáním zámku do vlastnictví obce muselo město řešit jeho celkovou generální rekonstrukci, jejíž součástí byly výkopy pro nové inženýrské sítě. Za tímto účelem uzavřel Městský úřad Jemnice s Ústavem archeologické památkové péče Brno (ÚAPP Brno) hospodářskou smlouvu na archeologický dohled při zemních pracích. Cílem archeologického výzkumu bylo získat nové poznatky, které by pomohly lokalizovat původní středověký hrad, potažmo přiblížit jeho dataci. Terénní část výzkumu proběhla pod vedením Richarda Zatloukala v měsících únor až červen 1995.
U současného severního vchodu do zámku bylo zachyceno kamenné zdivo mostu, jehož oblouk byl v pozdější době z obou stran uzavřen cihlovými zdivem. Vzniklý prostor pak sloužil jako sklípek. Podél východní strany mostu byla odkryta cihlová chodba teplovodného kanálu vystavěná po 2. světové válce. Při západním křídle zámku došlo na několika místech k začištění a zdokumentování profilů a zdí. Zde nalezený keramický materiál byl zařazen do 15. století. Ze zdiva vystupovalo těleso válcové věže, která nebyla do dokumentace zahrnuta. Dále archeologové odkryli vnitřní líc parkánové hradby probíhající rovnoběžně se stěnou zámku. Zbytky zdí byly objeveny také u severozápadního rohu zámku. Pravděpodobně se jedná o torza staršího zámku s přístavbou z 16. století, která pak byla v 18. století při barokní přestavbě ubourána.
U jižního křídla a jihovýchodního rohu zámku došlo k odkrytí četných architektonických zbytků, které pochází pravděpodobně z novověku, dále pak nálezy četných kostí a fragmentů keramiky z 15.-16. století, ojediněle i ze století 14., ale také 16. století. К důležitému objevu došlo v jihovýchodním rohu zámku, kde se podařilo v místnosti pod zámeckou kaplí odkrýt základy další věže a podle nalezené keramiky ji datovat do 14. století. Dále byly nalezeny fragmenty tuhové keramiky pocházející přibližně z třiceti až padesáti hrnců s šedou kovově lesklou engobou. Archeolog Richard Zatloukal se domnívá, že jemnický nález značkové tuhové keramiky typologicky i technologicky odpovídá rakouskému zboží a že se pravděpodobně jedná o import z dolnorakouského Dunají.

### Závěr k dataci hradního systému
Archeologických dokladů, které by podle slov Richarda Zatloukala „prokázaly velkorysý opevňovací projekt z roku 1227”, bylo během průzkumu nalezeno velmi málo, takže se historikům nabízí návrat k hypotéze Ladislava Hosáka a zjištěním Lubomíra Konečného, podle nichž se původní knížecí dvorec měl zřejmě nacházet v Podolí. Zde pak společně s kostelem sv. Jakuba Většího tvořil kulturně-hospodářské centrum Bítovské provincie a teprve během kolonizace došlo k přesunu původní osady na výhodnější místo. Pravděpodobně Jemnice nabyla znovu na významu ve třetí třetině 13. století, což dokládají písemné zmínky o královských purkrabích v Jemnici v letech 1295 a 1298. Letopočet 1295 tak pravděpodobně souvisí se stavbou zeměpanského sídla v „nové“ Jemnici, tedy za vlády Přemysla Otakara II. Výstavba městského opevnění nemusela být na konci 13. století ještě dokončena.

## Turistika
Historické jádro města Jemnice se zámkem je výchozím a zároveň cílovým bodem mnoha pěších a cyklistických tras. Pro automobilové výlety je zámek dostupný ze souběhu (křižovatky) silnic II/410 a II/152, spojených se silnicí II/408, které část zámeckého parku ohraničují. Část trasy kopírují: červená turistická značka od železniční stanice na Třebětice a zeleně značená turistická stezka mířící odtud na Lomy.

### Pěší turistické okruhy po městě
- Turistický okruh královny Elišky (1,4 km) po bílé šipce začíná u Turistického informačního centra na Husově ul. čp. 2 a druhým stanovištěm na okruhu je zámek Jemnice.
- Turistický okruh sv. Víta (2,4 km) po bílé šipce na červeném podkladu začíná u Turistického informačního centra na Husově ul. čp. 2, druhým stanovištěm na okruhu je zámek Jemnice a třetím zámecký park.
- Turistický okruh sv. Jakuba (2,6 km) po bílé šipce na zeleném podkladu začíná u Turistického informačního centra na Husově ul. čp. 2, druhým stanovištěm na okruhu je zámek Jemnice.[29]

### Cyklistické trasy
- Jihlava – Třebíč – Jemnice – Raabs an der Thaya (Rakousko)[30]
- Dačice – Jemnice – Dačice: Do Jemnice – města královny Elišky[31]
- Jemnice – Radotice – Jiratice – Kostníky – Kdousov – Dobrá Voda – Slavíkovice – Jemnice
- Jemnice – Jiratice – Police – Lubnice – Uherčice – Podhradí – Oslnovice – Bítov – Zblovice – Dešov – Hornice – Mladoňovice – Lhotice – Jemnice
- Jemnice – Pálovice – Menhartice – Dešná – Rancířov – Vratěnín – Uherčice – Podhradí nad Dyjí – Oslnovice – Korolupy – Lubnice – Bačkovice – Radotice – Jemnice
- Jemnice – Pálovice – Panenská – Báňovice – Ostojkovice – Třebětice – Budíškovice – Chotěbudice – Lomy – Jemnice
- Jemnice – Lhotice – Slavíkovice – Mladoňovice – Třebelovice – Rácovice – Oponešice – Budkov – Štěpkov – Radkovice u Budče – Lomy – Jemnice